# Anna Behlmer
Anna Behlmer (1961) è una tecnico del suono statunitense prima donna a essere candidata per l'Oscar al miglior sonoro, di cui ha ricevuto 10 nomination.
Ha lavorato a più di 120 film dal 1987. Ha frequentato l'Università statale della California (Northridge).

## Filmografia parziale
- Braveheart - Cuore impavido (1995), regia di Mel Gibson[2]
- Evita (1996), regia di Alan Parker[3]
- L.A. Confidential (1997), regia di Curtis Hanson[4]
- La sottile linea rossa (1998), regia di Terrence Malick[5]
- Moulin Rouge! (2001), regia di Baz Luhrmann[6]
- Seabiscuit - Un mito senza tempo (2003), regia di Gary Ross[7]
- L'ultimo samurai (2003), regia di Edward Zwick[7]
- La guerra dei mondi (2005), regia di Steven Spielberg[8]
- Blood Diamond - Diamanti di sangue (2006), regia di Edward Zwick[9]
- Star Trek (film 2009) (2009), regia di J. J. Abrams[10]